# Árpád Pusztai
Árpád Pusztai (født 8. september 1930, død 17. december 2021) var en ungarskfødt biokemiker og ernæringsforsker, som i 36 år arbejdede ved Rowett Research Institute i Aberdeen i Skotland. Han var ekspert i plante-lektiner og har skrevet 270 artikler og tre bøger om emnet. I 1988 erklærede Pusztai offentligt, at hans forskning viser, at det skader rotters immunsystem og mavevæg, at fodre dem med genmodificerede kartofler. Dette førte til, at Pusztai blev suspenderet og hans årlige ansættelse blev ikke fornyet. Den følgende kontrovers blev efterfølgende kendt som Pusztai-sagen.
Det britisk Royal Society of Medicine udtalte, at Pusztais forskningsresultater led af mangler i forbindelse med dets tilrettelæggelse, udførelse og det konklusioner, og at der ikke var videnskabeligt grundlag for at konkludere baseret på Pusztais resultater.